# 江芷妮
江芷妮（英語：Cherie Kong Chi Nei，1977年7月14日—），原名江家儀
，前香港女演員及節目主持人，於2001年出道。江芷妮於2007年退出娛樂圈，後投身商界，現為美容院老闆娘。

## 簡歷
江芷妮於1989年至1994年間就讀聖馬可中學，1994年至1996年轉到玫瑰崗學校商科部，修讀兩年制市場學課程且以全班第一名成績畢業。其後赴美國俄亥俄大學修畢傳理系學士，亦曾到日本留學。2000年，江芷妮陪同朋友參與2000年度香港小姐競選面試，後獲無綫電視通知入圍，但江芷妮回覆指自己並非參選港姐。2001年，江芷妮復經試鏡加入無綫電視任職藝員，首個工作為擔任該台音樂節目《非常音樂空間》主持人。同年，江芷妮與星皓娛樂簽約，曾參演《好心相愛》、《六樓后座》等電影。
2007年，江芷妮與無綫電視約滿後退出娛樂圈並投身商界，以於《萬千星輝賀台慶2007》中贏得的價值100萬港元的獎金獎品大獎中的現金獎，以及多年來在無綫電視參與遊戲節目所贏得的30多萬港元獎金作成本，在2009年成立美容院SkinPro。 江芷妮轉型投身美容事業後繼續進修，2011年取得香港大學工商管理碩士，並曾擔任香港美髮美容商會副會長以及該會會董。2023年獲政府委任為職業訓練局美容及美髮業訓練委員會委員。

## 家庭
2012年6月16日，江芷妮嫁給建築師男友，並於尖沙咀香港洲際酒店筵開13席宴請親友。 2019年及2021年，江芷妮先後誕下長子及次女。

## 演出作品

### 電視劇（無綫電視）
2002年
- 流金歲月 飾 模特兒

2003年
- 美麗在望 飾 模特兒

2004年
- 烽火奇遇結良緣 飾 陳金定
- 隔世追兇 飾 李詩菁

2005年
- 同撈同煲 飾 凌鳳
- 心理心裏有個謎 飾 方雅妍（於無綫劇集台播映）

2006年
- 愛情全保 飾 伍美琪

### 電影
- 2002年：一本未完的漫畫 飾 嘉嘉
- 2002年：好心相愛 飾
- 2003年：六樓后座 飾 六樓后座朋友
- 2006年：麻辣神探 飾 紀香

### 節目主持（無綫電視）
- 2001年：非常音樂空間
- 2001年：K-100
- 2001年：歡樂滿東華
- 2002年：康泰最緊要好玩旅遊新一派——與張美妮、黃泆潼及康子妮組成Travel 4 Super Girls
- 2002至2003年：康泰最緊要好玩iki iki東京速遞——與張熙傑主持
- 2004年：都市閒情[13]
- 別有動物天
- 翡翠明珠直銷站
- 美食放送
- 葆露絲玲瓏曲線美

### 其他
- 2022年：香港開電視《有種老闆娘》（嘉賓）